# Inga Abitova
Inga Abitova, née le 6 mars 1982 à Samara, est une coureuse russe de fond, championne d'Europe du 10 000 m à Göteborg en 2006.

## Biographie
Elle remporte la médaille d'or du 10 000 mètres aux Championnats d'Europe 2006 à Göteborg avec le temps de 30 min 31 s 42. En 2005, elle s'impose au marathon de Belgrade (2 h 38 min 20 s).
En 2010, elle se classe deuxième du marathon de Londres, et termine par ailleurs deuxième du 10 000 m lors des Championnats d'Europe de Barcelone, derrière la Turque Elvan Abeylegesse.

## Dopage
Le 7 novembre 2012, Inga Abitova est suspendue deux ans par la Fédération russe d'athlétisme après que cette dernière ait constaté des données anormales dans le profil hématologique figurant dans son passeport biologique. Tous ses titres acquis après le 10 octobre 2009 sont par conséquent annulés, y compris sa médaille d'argent des Championnats d'Europe 2010.
Le 24 mai 2016, Abitova figure sur la liste des 31 athlètes contrôlés positifs à la suite du retest des échantillons des Jeux olympiques de Pékin de 2008 où elle s'était classé 6e. Par conséquent, si l'échantillon B (qui sera testé en juin) s'avère positif, l'athlète sera disqualifiée. Le 13 septembre 2016, le Comité international olympique annonce sa disqualification des Jeux de Pékin en raison de la présence de turinabol dans les échantillons prélevés lors de ces Jeux.

## Palmarès

### Championnats du monde d'athlétisme
- Championnats du monde d'athlétisme de 2007 à Osaka ( Japon)
  - 12e sur 10 000 m

### Championnats d'Europe d'athlétisme
- Championnats d'Europe d'athlétisme de 2006 à Göteborg ( Suède)
  -  Médaille d'or sur 10 000 m

### Marathons
- Vainqueur du Marathon de Belgrade en 2005 en 2 h 38 min 20
- 2e du Marathon de Londres 2010 en 2 h 22 min 19 s